# Jagerberg
Jagerberg osztrák mezőváros Stájerország Délkelet-stájerországi járásában. 2017 januárjában 1645 lakosa volt. 

## Elhelyezkedése

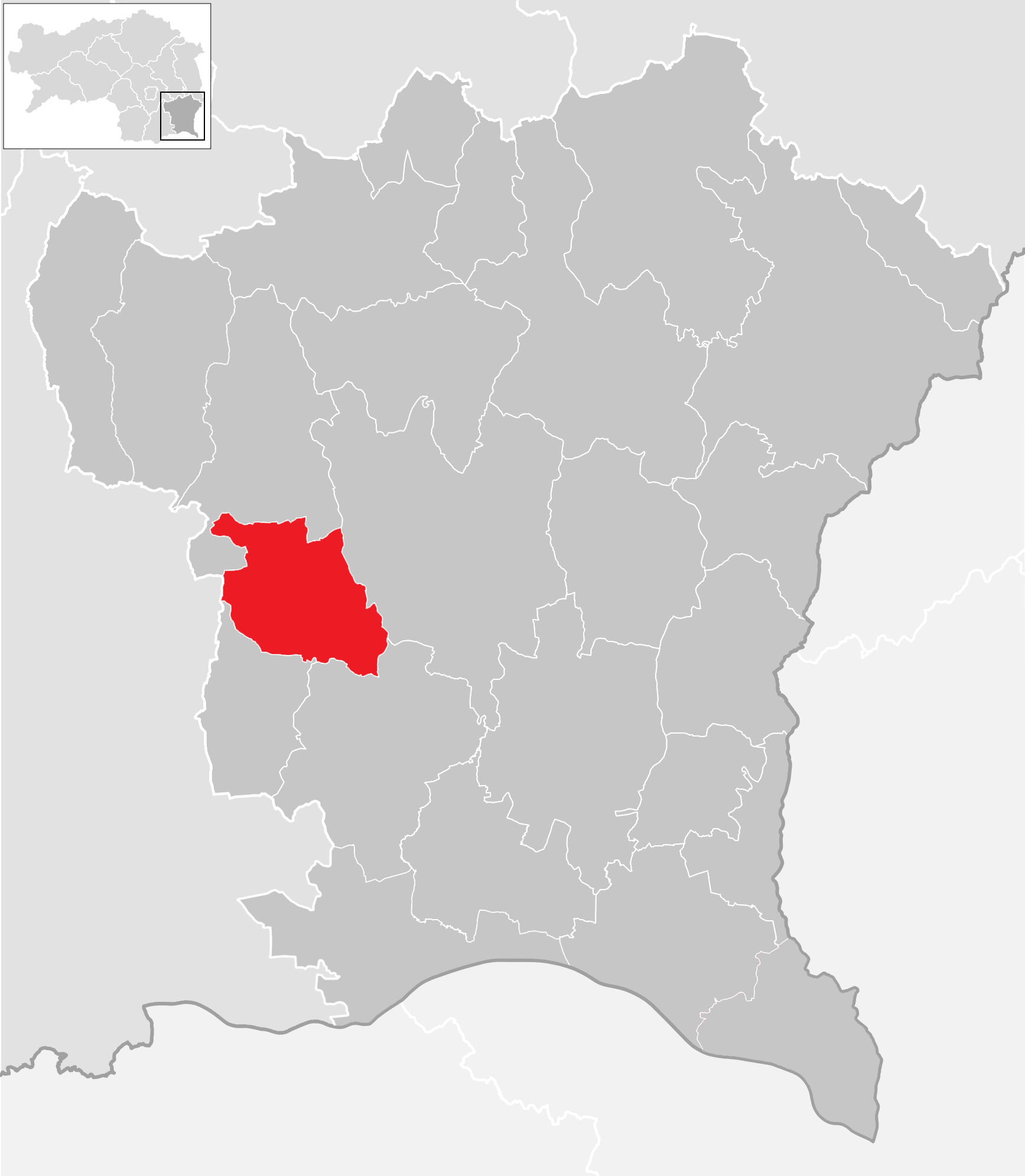
Jagerberg a Délkelet-stájerországi járásban

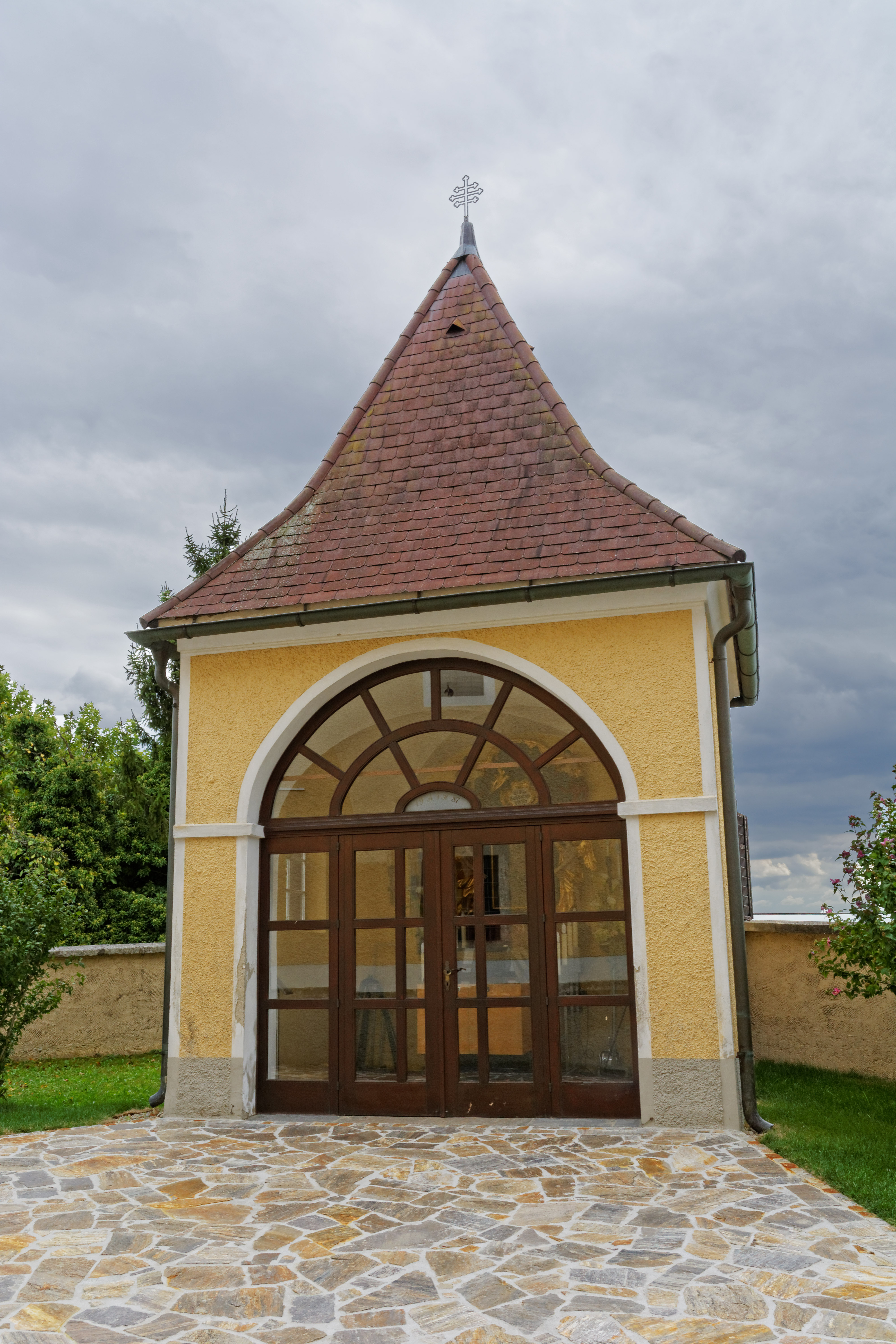
A Notburga-kápolna

Jagerberg a Kelet-Stájerország régióban, a Kelet-stájer dombságon fekszik, kb. 40 km-re délkeletre Graztól. Maga a település a Saßbach és az Ottersbach folyók közötti, észak-dél irányú gerincen található. Az önkormányzat 8 katasztrális községben 10 települést egyesít: Grasdorf (199 lakos), Hamet (108), Jagerberg (337), Jahrbach (91), Lugitsch (198), Oberzirknitz (136), Pöllau (86), Ungerdorf (130), Unterzirknitz (107), Wetzelsdorf bei Jagerberg (249).
A környező önkormányzatok: északra Sankt Stefan im Rosental, keletre Gnas, délkeletre Sankt Peter am Ottersbach, délnyugatra Mettersdorf am Saßbach, nyugatra Schwarzautal.

## Története
A jagerbergi önkormányzattal 1951-ben egyesítették az addig önálló Grasdorfot és Ungerdorfot; majd 1968-ban Lugitschot, 1969-ben pedig Wetzelsdorfot.

## Lakosság
A jagerbergi önkormányzat területén 2017 januárjában 1645 fő élt. A lakosságszám 1869 óta (akkor 2288 fő) többé-kevésbé folyamatosan csökken. 2015-ben a helybeliek 99,2%-a volt osztrák állampolgár; a külföldiek közül 0,4% a régi (2004 előtti), 0,2% az új EU-tagállamokból érkezett. 2001-ben a lakosok 98,8%-a római katolikusnak, 0,7% pedig felekezet nélkülinek vallotta magát. Ugyanekkor 3 magyar élt Jagerbegben. 

## Látnivalók
- a Szt. András-templomot már 1269-ben megemlítik, és 1788 óta plébániatemplom. Az erőteljes, négyszögletes toronnyal rendelkező, gótikus épület a 14. századból származik, de jelentős késő barokk átalakításon is átesett. Tőle délkeletre még láthatóak egy korábbi védőfal maradványai, amelyet a török támadások miatt emeltek. Belső tere késő barokk stílusú, főoltára 1772-ből származik.
- a templomtól délre található a 18. század közepéről származó kis Szt. Notburga-kápolna, ahol minden szeptemberben megtartják a "Notburga Kirtag" fesztivált, amely a tartomány egyik legnagyobb kirakodóvására és Stájerországon kívülről is számos vendéget fogad.
- Unterzirknitz kápolnája
- Wetzelsdorf kápolnája

## Híres jagerbergiek
- Rudolf Klein-Rogge (1885-1955) a 20-30-as évek híres német színésze Wetzelsdorfban halt meg

## Fordítás
- Ez a szócikk részben vagy egészben  a   Jagerberg című német Wikipédia-szócikk ezen változatának fordításán alapul.  Az eredeti cikk szerkesztőit annak laptörténete sorolja fel. Ez a jelzés csupán a megfogalmazás eredetét és a szerzői jogokat jelzi, nem szolgál a cikkben szereplő információk forrásmegjelöléseként.